# Anis Lounifi
Anis Lounifi (in arabo أنيس الونيفي‎?; Tunisi, 7 gennaio 1978) è un judoka tunisino. Ha rappresentato la Tunisia ai Giochi olimpici estivi di Sydney 2000 e Atene 2004. È stato campione del mondo nella categoria 60 chilogrammi ai Campionati mondiali di judo di Monaco di Baviera 2001.

## Palmarès
Mondiali
- Oro Monaco di Baviera 2001 (cat 60 kg)
- Bronzo Osaka 2003 (cat 60 kg)

Giochi del Mediterraneo
- Oro Tunisi 2001 (cat 60 kg)